# Brodieckoje
Brodieckoje (ros. Бродецкое) – wieś (sieło) w Rosji, w obwodzie orenburskim, w rejonie orenburskim. W 2010 liczyła 1284 mieszkańców.